# جيمس تايلور (مغني أوبرا)
جيمس تايلور (بالإنجليزية: James Taylor)‏ هو مغني أوبرا أمريكي، ولد في 1966 في دالاس في الولايات المتحدة. اشتهر بأداء الأجراء الإنجيلية من أعمال يوهان سباستيان باخ.
نشأ جيمس تايلور في مدينة هيوستن بولاية تكساس.  درس الغناء مع أردن هوبكين في جامعة تكساس المسيحية.  واصل دراسته بمنحة فولبرايت في المدرسة العليا للموسيقى والمسرح بميونخ مع أدالبيرت كراوس ودافني إيفانجيلاتوس.

## وصلات خارجية
- جيمس تايلور على موقع ميوزك برينز (الإنجليزية)
- جيمس تايلور على موقع ديسكوغز (الإنجليزية)